# Castelul Colpach
Castelul Colpach (în franceză Château de Colpach), situat în Colpach-Bas, lângă Ell, în vestul Luxemburgului, datează de la începutul secolului al XIV-lea, când era o fortăreață. A fost adaptat drept conac în secolul al XVIII-lea. Astăzi este o facilitate medicală de 60 de paturi pentru reabilitare fizică și post-oncologică  deținută și operată de Crucea Roșie prin intermediul fundației sale Emile Mayrisch.

## Istorie
Inițial castelul a fost o mică fortăreață medievală înconjurat de o groapă, similar cu castelele de la Ell și Everlange. Cea mai veche referință datează din 1303. Din 1628, a aparținut familiei Pforzheim care au umplut șanțul și l-au transformat într-un conac modest în jurul anului 1747 (data de pe poarta de intrare). În secolul al XIX-lea, a fost administrat ca centru agricol de către baronul Edouard de Marches, care locuia în Castelul Guirsch, lângă Arlon. În jurul anului 1870, el a realizat grădinile din jurul castelului. Lacul cu o insulă, aleile curbe, tufele ornamentale și copacii pot fi văzute și astăzi. În 1874, văduva sa, Cécile Papier, s-a căsătorit cu celebrul pictor maghiar Michael Munkácsy. Și-au petrecut verile în castelul Colpach și iernile la Paris. În 1886, Franz Liszt a vizitat cuplul din Colpach cu puțin înainte de moartea sa. După 1900, castelul a devenit din ce în ce mai pustiu, văduva lui Munkácsy decedând în 1915.
Émile Mayrisch, șeful ARBED, a cumpărat castelul și zona înconjurătoare la 27 ianuarie 1917. Din 1917 până în 1920, castelul a fost lărgit și modificat de arhitectul Sosthène Weis, oferindu-i un stil simplu, dar elegant.
Împreună cu soția sa Aline, Mayrisch a făcut din castel un centru de atracție pentru politicienii, economiștii, scriitorii și artiștii remarcabili dintre cele două războaie mondiale. Oaspeții i-au inclus pe Walther Rathenau, André Gide, Jacques Rivière, Otto Bartning și Théo van Rysselberghe.
În 1947, Aline Mayrisch a donat castelul Crucii Roșii pentru a fi folosit drept casă convalescentă. Facilitățile au fost îmbunătățite constant de-a lungul anilor.

## Castelul azi
Proprietatea este catalogată ca monument național încă din 2002. Parcul este deschis vizitatorilor tot anul. Este potrivit în special pentru vizitatorii cu handicap.